# Chrysolina cribaria
Chrysolina cribaria är en skalbaggsart som först beskrevs av Rogers 1856.  Chrysolina cribaria ingår i släktet Chrysolina och familjen bladbaggar. Inga underarter finns listade i Catalogue of Life.